# マリーナ・ツヴェタエワの詩による6つの歌曲
『マリーナ・ツヴェタエワの詩による6つの歌曲』作品143は、ドミートリイ・ショスタコーヴィチが作曲したアルトとピアノのための歌曲集。詩はマリーナ・ツヴェタエワによる。

## 概要
ショスタコーヴィチは1973年6月に最後のアメリカ訪問からの帰国後、この歌曲集の作曲に向かった。その頃ソヴィエトでは前年から非合法出版物の一掃のための政治的逮捕が相次いで起こり、同年8月にはソルジェニーツィンとサハロフを攻撃するキャンペーンが始まっていた。アメリカから帰国したショスタコーヴィチは、祖国の現状から改めて女流詩人ツヴェタエワを、あるいは友人であり、ショスタコーヴィチ自身、幼少期から父を通して面識のあった女流詩人アンナ・アフマートワを想起したと思われる。初演は1973年11月12日に行なわれたが、同じ年に完成した弦楽四重奏曲第14番とともにレニングラードで行なわれた。
なお、この歌曲集は本来ピアノの伴奏で行なわれるが、ショスタコーヴィチが後に室内管弦楽伴奏版に編曲している。この室内管弦楽伴奏版は「作品143a」が付されている。晩年の作曲者の枯れた筆致の典型のような簡素で薄いテクスチュアが窺える。

## 構成
全6曲から成る。演奏時間は約20分。
- 第1曲 私の詩
- 第2曲 どこからこんな優しさが
- 第3曲 ハムレットの良心との対話
- 第4曲 詩人と皇帝
- 第5曲 いや、太鼓を打ったのだ
- 第6曲 アンナ・アフマートワに

## 管弦楽版の楽器編成
フルート2、ファゴット2、ホルン2、ティンパニ、スネアドラム、シロフォン、鐘、チェレスタ、ヴァイオリン10、ヴィオラ4、チェロ3、コントラバス2